# Воздушные пираты (манга)
Воздушные пираты (яп. エレメンタル ジェレイド эрэмэнтару дзэрэйдо, Elemental Gelade) с англ. Air pirates — приключенческая сёнэн-манга, состоящая из 18 томов. Выходила с 2002 по 2009 год. Автором и художником является Адзума Маюми. По мотивам манги было снято аниме, срежиссированное Сигэру Уэдой. В России аниме лицензировано компанией MC Entertainment.

## Сюжет
Сюжет аниме или манги разворачивается в вымышленном мире Гардии, где основным средством передвижения служат паровозы, пароходы, а также всевозможные виды воздушных кораблей, оснащённых двигателями, начиная от винтовых и заканчивая ракетными.
Гардию населяют две основные расы: «Гардиане» — люди и «Эдел-Райд» — долгоживущая раса, обладающая способностью разделять силу со своим напарником, превращаясь в могущественное оружие. Долгое время народы жили рука об руку, но со временем люди стали думать об Эдел-Райд как об инструменте, который можно использовать в своих целях, и Эдел-Райд перестал доверять людям.
Всё начинается с того, что юнга с корабля банды воздушных пиратов «Алые рыси» по имени Куд, в очередной раз опоздавший на «дело», решает посмотреть добычу и нечаянно пробуждает к жизни запечатанную Эдел-Райд — Рэн, которая является одной из самых могущественных Эдел-Райд Ситико Ходзю. Рэн решает немедленно покинуть корабль, чтобы добраться до таинственного Эдел-Гардена, и, хотя Рэн поначалу это не нравится, Куд даёт девушке обещание довести её до мечты. Однако не все хотят, чтобы она попала в Эдел-Гарден. На корабль «Алых рысей» нападает команда из Арк-Эйл, организация, которая многие годы занимается сбором Эдел-Райда, чтобы защитить его от человеческой жадности. Хотя Рэн и ненавидит людей, она не может бросить команду корабля на верную смерть — она заключает контракт с Кудом, сливается с ним и превращается в оружие, которое так жаждут заполучить многие люди.
В результате боя корабль «Алых рысей» терпит крушение, а прибывшие забрать Рэн в Арк-Эйл трое спецагентов, Куд и сама Рэн оказываются внизу, на земле.

## Мир

### Расы Гардии
Гардия (яп. ガーディア Га:диа, Guardia) — мир, в котором происходят события. Делится на две части: обычную землю и парящие острова, в частности Эдел-Гарден. Населён двумя расами: Гардианами (людьми) и Эдел-Райд — существами, способными превращаться в оружие.
Эдел-Райд (яп.  エディル・レイド Эдиру Рэйдо, Edel Lade - сияющая жемчужина) — древняя раса, обладающая способностью превращаться в оружие. Их отличительная особенность — драгоценный камень, спрятанный в произвольном месте на теле. Этот камень часто имеет тот же цвет, что и глаза или волосы представителя Эдел-Райд. Эдел-Райд живут во много раз дольше людей (например, Грина прожила около 600 лет). Раса находится в состоянии постоянного преследования со стороны охотников за силой, которым требуется возможность превращения Эдел-Райд в оружие. Каждый Эдел-Райд может вступать в Реакцию только с одним Хранителем — это называется Контрактом (яп. 契約 кэйяку).
Виарзо Эклирор (яп. ウィアールゾ　エクリロール  Виа:рудзо Экуриро:ру, Virzoeve Eclairouer) — общее имя для всех искусственных Эдел-Райд. Аналогом Виро являются «Стин-Райд». Они, изначально люди, были созданы с помощью рукотворных стихийных кристаллов мутно-синего цвета; хоть он и долговечен, если разбить кристалл, то Виро погибнет. Виро не могут сливаться с людьми, а лишь превращать части своих тел в оружие, так как изначально они люди. Кроме того, Виро не могут произносить песни-заклинания для мощных атак.
Стин-Райд (яп. スティン・レイド Сўтин Рэйдо, Sting Raid) — раса полулюдей-полу-Эдел-Райд. Они не являются изначально Эдел-Райд, поэтому не обладают такими же силами, как они. Их камень искусственно имплантирован в их тело, что связано с огромным риском для жизни. В отличие от Эдел-Райд, камень Стин-Райд не имеет такой связи с владельцем, поэтому может быть уничтожен, а Стин-Райд получает возможность стать снова человеком. Используется как основное ударное средство Хором Хаоса.
Гардиане (яп. ガーディアン Га:диан, Guardian) — люди, населяющие мир Гардии. В древности жили в мире и согласии вместе с Эдел-Райд, и «каждый пел свою песню». Однако позднее начались раздоры, в результате чего Эдел-Райд для Стражей стали лишь оружием. В манге — обычные люди.

### Тайны Эдел-Райд
Слияние (яп. リアクト Риакуто　, 同契　в манге тоже читается как «риакуто») — процесс разделения силы Эдел-Райд со своим напарником. При этом сам Эдел-Райд превращается в оружие, а его дух остаётся возле напарника, чтобы контролировать ситуацию.
Песня-заклинание (яп. 謳 ута) — особое заклинание, используемое для слияния или мощной атаки. Всего существует три типа заклинаний. Первый — заклинание, которое произносит Эдел-Райд для слияния со своим партнёром. Второй тип — заклинание ответа, оно читается Эдел-Райд, когда ему угрожает опасность. Третий тип — заклинание синхронизации, которое читается одновременно и Эдел-Райд, и его партнёром. Чем сильнее используемая техника — тем дольше читается заклинание и тем выше требуется уровень синхронизации.
Забытая Песнь (яп. 失われた古代の謳 Усинаварэта Кодай но Ута) — утерянная песнь, дающая возможность Эдел-Райд творить всевозможные чудеса. Появляется только в аниме.
Ситико Ходзю (яп. 七煌宝樹 Ситико: Хо:дзю) — «Семи Сверкающих (родов) Великий Род (древо)». Сильнейший Эдил Рейд из семи родов, «сверкающих колец» (煌環). Этот род называется Мезарланс, к нему принадлежит Рэн. Ева не принадлежит к этому роду, хоть её камень и имеет такую же форму и располагается во лбу, как у Рэн, но в 26 серии Орфас сказала, что хранители отобрали Ситио Ходзю и им пришлось выбрать самого сильного Эдель-Райд, за её счёт они и выжили. 
Стихийный кристалл (яп. エレメンタル ジェレイド Эрэмэнтару Дзэрэйдо, Elemental Gelade) — драгоценный камень, являющийся частью Эдел-Райд. Располагается у каждого Эдел-Райд в произвольной части тела. Его цвет является основой для цвета глаз или волос Эдел-Райд и оружия, в которое тот превращается.
Плежер (яп. プレジャー Пўрэдзя:, 同契者 в манге тоже читается как пўрэдзя:) — тот, с кем Эдел-Райд вступает в «реакцию» (同契).
Эдел-Райд Плежер (яп. エディル・プレジャー  Эдиру Пўрэдзя:, Edel Raid Pleasure) — напарник Эдел-Райд, с которым тот заключил Контракт. Управляет Эдел-Райд, когда тот находится в состоянии оружия.
Контракт (яп. 契約 Кэйяку) — Эдел-Райд «подписывает» Контракт с человеком, когда впервые сливается с ним. В этом случае человек становится Эдел-Райд Плежером, и Эдел-Райд более не может ни с кем слиться, пока жив Плежер.

### Сферы Эдел-Райд
С самого рождения стихийный кристалл Эдел-Рейд принадлежит к какой-либо сфере. Всего таких сфер 24. Они объединены в четыре кольца по 6 сфер, связанных между собой. Каждая сфера имеет свои плюсы и минусы против других сфер.
Первое кольцо сфер: земля, ветер, огонь, вода, природа, мудрость. Сферы расположены по кругу в указанном порядке. 

Второе кольцо сфер: красота, звук, щит, меч, любовь, пустота. 

Третье кольцо сфер: свет, тьма, движение, тишина, жизнь, смерть. 

О четвёртом кольце сфер ничего неизвестно.

### Организации
Арк-Эйл (яп. アーク・エイル А:ку Эйру, Arc Aile) — организация защиты Эдел-Райд. Проводит политику изоляции Эдел-Райд от остальных людей.
Хор Хаоса (яп. カオス・クァイア Каосу Кайя, Chaos Choir) — организация, созданная Эдел-Райд для защиты своих интересов. Базируется в Саду Эдела, активно использует древние песни и силы Эдел-Райд для противодействия Арк-Эйл и Стражам. В качестве основной ударной силы использует Стин-Райд. В манге Хор Хаоса — организация Orga Night, цели которой неизвестны, известно лишь то, что они охотятся за Рэн из-за её уникальных способностей Ситико Ходзю.
Алые Рыси (яп. レッド・リヌクス Рэддо Ринкўсу, Red Lynx) — банда воздушных пиратов, промышляющих грабежом воздушных судов. Возглавляет «Красную Рысь» Босс, спасший Куда, когда тот был ребёнком и научивший его всему, в том числе — «быть мужчиной».

### Эдел-Гарден
Эдел-Гарден (яп. エディル・ガーデン Эдиру Га:дэн, Edel Garden)　— «земля обетованная» Эдел-Райд, город изначального обитания этой расы. В древности, до начала конфликта между людьми и Эдел-Райд, был садом, однако после этого покинул землю и поднялся в воздух. Ныне он пребывает в развалинах, где обосновалась организация «Хор Хаоса». В манге является убежищем Органайта, из которого эта организация управляет своими подчинёнными на земле.

### Аркворэ
Аркворэ (яп. アーチウォレ Акуво:рэ, Arkvore) — деревушка, в которой жили только Эдел-Райд. В Аркворэ всегда идёт снег, поэтому считается чистой, нетронутой землёй Эдел-Райд. Она скрыта от посторонних глаз, и люди постоянно ищут её, в надежде обзавестись Эдел-Райд. Именно туда совсем маленькой попала Рэн, которую приютила у себя Грина. Аркворэ стала местом, где расположились первые войска Органайта, оттуда началось долгое путешествие Рэн. Аркворэ появляется только в манге. В аниме же Рен хотела попасть в Эдел-Гарден по зову королевы Евы.

## Главные герои

Ку (Куд ван Джируэт)

Рэн (Рэвери Мезарланс)

Шиска

Ку (Куд ван Джируэт) (яп. クー(クード・ヴァン・ジルエット) Ку: (Ку:до ван Дзируэтто), Cou (Coud Van Giruet)) — невысокий, крепко сложенный юноша пятнадцати лет со светлыми волосами. Был подобран Боссом «Красной Рыси» в детстве. Юнга на корабле «Красной Рыси». По словам Лонбли из Органайта, у Куда «шило в одном месте», он очень любопытен, не интересуется деталями, однако быстро сдаётся, вследствие чего в жизни ничего не добился. Опасается странных вещей, однако часто поступает необдуманно. Куду нравятся покорные и милые девушки, любимый цвет — красный, любимая фраза — «Шаг за шагом к намеченной цели». Ненавидит обманывать женщин и большие круглые и розовые предметы. Девушки нет уже 15 лет и 3 месяца. Куд — храбрый, решительный, очень высоко ценит обещания. После встречи с Рэн обещает ей довести её до Сада Эдела, места, в которое Рэн очень хочет попасть, и держится этого обещания несмотря ни на что. Куд очень любит кроликов, а также всё милое и пушистое. Из еды не любит необычные блюда и сильно ароматные овощи, ему, в отличие от Рэн, нравятся сладости. Уже пройдя долгий путь вместе с Рэн, он понимает, что влюбился в неё. Умения: ловок, отлично умеет обращаться с крюком на верёвке — «Ангилом», память у Куда лучше, чем у большинства людей. Внешность: серо-синие глаза, светлые волосы. Носит удобную и в то же время яркую одежду. Его дизайн схож с дизайном Эдварда Элрика, главного героя манги «Стальной алхимик», выпускавшейся в конкурирующем журнале.

Киа (Кулвит Энватилиа)

Сэйю: Акира Исида
Рэн (Рэвери Мезарланс) (яп. レン (レヴェリー・メザーランス) Рэн (Рэвэри: Мэдза:рансу), Ren (Reverie Metherlence)) — Эдел-Райд, одна из Ситико Ходзю, обладающая огромной силой, но, несмотря на это, она постоянно ходит сонная. Сон ей нужен для восстановления сил Эдел-Райд. Обычно Рэн очень тихая и неразговорчивая, но бывает крайне решительной и серьёзной. Её характер отражается и на её стиле боя — постоянная защита, после чего резкая и мощная атака. Неизвестно, что происходило с ней до событий аниме, но при первой же встрече с Кудом она говорит, что «ненавидит людей». В 11 томе манги рассказывается, что Рэн идёт в Эдел-Гарден, дабы встретиться с очень важным для неё человеком. Рэн попала в Аркворэ совсем маленькой — её принёс туда старый, умирающий путник, со словами «Я выполнил данное тебе обещание». В Аркворэ Рэн очень не любили, так как она принадлежала к роду Мезарланс, клану Ситико Ходзю, а считалось, что они приносят несчастья. В детстве Рэн ненавидела себя и свой камень, была очень грубой и вспыльчивой, один раз даже подралась с другими Эдел-Райд. Рэн была и осталась очень ранимой. Воспитывала её Шиа, ради которой Рэн и направилась в Эдел-Гарден. Она сначала недолюбливает Куда, однако в путешествии всё больше начинает доверять ему, а вскоре доверие становится привязанностью. Рэн очень сожалеет, что из-за неё жизнь Куда находится в постоянной опасности. Ради этого она даже хотела разорвать узы, связывающие её с Кудом. Куд становится очень дорог для девушки, и она боится потерять его. Рэн практически ничего не знает о жизни, многое из повседневного становится для неё открытием. Возраст: 14-15 лет (на вид, так как Эдел-Райд). Умения: превращается в огромный зелёный меч, обвитый воздушными потоками. Он хоть и кажется громоздким, на самом деле легкий, как пёрышко, и быстрый, как ветер. Внешность: зелёные глаза, голубые волосы, одета в синее платье, волосы подвязаны пёстрой лентой, которой Рэн очень дорожит. На ногах — что-то среднее между сапогами и валенками. Стихийный кристалл: Изумрудного цвета, расположен на лбу. Песня: Алое сердце в объятьях ветра взывает к клятве! Организация: нет.

Роан

Сэйю: Микако Такахаси
Шиска (яп. シスカ Сисука, Cisqua) — невысокая темноволосая девушка, целью жизни которой стала защита Эдел-Райд. Со временем Шиска стала готовой на всё ради денег и продвижения по службе. Шиска — горячая и решительная, ей не занимать храбрости и желания сделать всё для друзей, однако она не всегда понимает те порывы, которые двигают другими. Шиска часто устраивает шумный переполох, и страдает от этого, в первую очередь, Куд. Вместо Эдел-Райд Шиска полагается в бою на ракеты, пушки или нож. Шляпа и накидка Шиски — огромный склад потайных карманов. В накидке она прячет свой невероятный арсенал, состоящий из различных ракет. Возраст: 16 лет. Умения: отлично обращается с оружием, спортивная, сильная, выносливая. Внешность: невысокая, кареглазая, с короткими каштановыми волосами. Форма Арк-Эйл олицетворяет для неё её собственную идею о защите Эдел-Райд. Когда не в форме — предпочитает джинсы и чёрную кофту. Организация: Арк-Эйл.
Сэйю: Нана Мидзуки
Киа (Кулвит Энватилиа) (яп. キーア (キュリート・エンヴァティリア) Ки:а (Кюри:то Энватириа), Kuea (Kullweet Envatilia)) — Эдел-Райд, высокая черноволосая девушка, которая обожает плотно поесть. Такое количество еды требуется ей для поддержания сил Эдел-Райд, если она растратит их, то окажется неспособной продолжать слияние. По словам Кии, когда она заключала Контракт, то влюбилась в своего партнёра — Гардиана. Однако он погиб; пережить эту ситуацию Кии помог Роан, с которым она позже заключила новый Контракт. Возраст: 17 лет (на вид, так как Эдел-Райд). Умения: превращается в два клинка, соединённых цепью. Внешность: высокая, темноволосая, глаза — карие, возможно, красные. Длинные волосы, кожа смуглая. Из одежды предпочитает свободную одежду, которая не стесняла бы движений. Стихийный кристалл: два кристалла рубинового цвета, расположены на обеих руках, на тыльной стороне кисти. Песня: В сильном сердце, глас мудрости взывает к клятве! Организация: Арк-Эйл
Сэйю: Наоко Судзуки
Роан (яп. ローウェン Ро:вэн, Rowen) — высокий светловолосый молодой человек, мастер на все руки. Он привык делать всё по правилам. Однажды Куд называет его «идеальным человеком», однако Роан отвечает, что это и есть его главный недостаток, ведь невозможно делать идеально абсолютно всё, а Роан пытается, и именно поэтому многое у него не выходит. Роан неконфликтный, любит своих друзей и пытается сделать для них всё, что только может. Роан является опытным и закалённым в боях воином. Роан, хоть и старше Шиски, поступил в академию на год позже, поэтому она и является его сэмпаем. Возраст: 21 год. Умения: хороший боец, чинит технику. Также отличается повышенной работоспособностью. Внешность: высокий, с длинными светлыми волосами, глаза синие. Из одежды предпочитает форму Арк-Эйл, либо обычную одежду — джинсы и майку. Организация: Арк-Эйл
Сэйю: Юдзи Уэда

## Арк-Эйл
Крусс (яп. クルス Курусу)　— майор Арк-Эйл. Руководитель Академии, в которой обучаются новые оперативники Арк-Эйл, наставник Роана и Шиски. Искренне верит в идеи организации и честно исполняет свой долг.

Возраст: 30 лет. 
Фалк (яп. ファルク Фаруку) — майор Арк-Эйл. По рангу выше, чем Крусс. Жёсткий и прямой солдат, который стремится к чёткому исполнению миссии и бывает в этом достаточно суровым. Искренне верит в идеалы Арк-Эйл и верен им. 
Возраст: ~40 лет.
Майна (яп. マイナ Майна) — однокурсница Шиски в Академии и её давняя подруга, красивая черноволосая девушка. Однако, несмотря на это, она испытывает отвращение к Эдел-Райд, считая их чудовищами. Поэтому, когда Шиска нарушает прямой приказ Шуна Вэйра и, уйдя «в отпуск», отправляется вместе с Кудом и Рэн к Эдел-Гарден, Майна отправляется за ними и пытается уничтожить Рэн. Однако Шиска не даёт ей шанса этого сделать и убивает её, когда Майна собирается выстрелить в Рэн.
Возраст: 16 лет.
Шун Вэйр (яп. シュン・ウェイル Сюн Вэйру) — высокий черноволосый человек со странными жёлтыми глазами. Является высокопоставленным начальником в Арк-Эйл. Однако то, во что он верит, сильно отличается от декларируемых идеалов Арк-Эйл. Шун Вэйр проводит политику изоляции Арк-Эйл и вступает в боевое противодействие с Хором Хаоса, фактически начинает войну. Шун Вэйр, как и Майна, считает Эдел-Райд опасным оружием, от которого необходимо защитить человеческий род. 
Возраст: ~30 лет.
Санвэлд (яп. サンウェルド Санвэрудо) — преподаватель в Академии, сэмпай Шиски и Роана. Как и Курц с Фалком, верит в идеалы Арк-Эйл, заботится о Шиске и её команде. Его Эдел-Райд зовут Шарло (яп.  Шатон Вадо Ворслоз). Стихийный кристалл Шарло — розовый, расположен на правом бедре. В форме оружия Шарло — тонкая и острая рапира. 
Санвелду около 30 лет.

## Органайт
Органайт — это организация, которая охотится за Рэн для неких своих целей.
Леди Виненриттер — одна из командующих Органайта. Высокая статная женщина с длинными тёмными волосами и глазами разного цвета. Очень хитрая. Обожает свою кошку Дейл Мондеру. Её Эдел-Райд зовут Норма, она принадлежит к сфере света. Соперничает с Баровальксом за первенство в захвате Ситико Ходзю клана Мезарланс, Рэн.
Баровалькс — ещё один главнокомандующий Органайта. Отдал Виненриттер лишившегося рук Грэйартса.
Виро (яп. ウィロ Виро) — таинственная девушка, увязавшаяся за компанией Куда после событий на арене. На самом деле является шпионкой Органайта. Ненавидит Эдел-Райд, которой так мечтает стать.
Грэйартс (яп. グレイアーツ Гурэйа:цу) — один из Органайта, певец. Любит быть в центре внимания. Однажды за свою легкомысленность он жестоко поплатился — Гладиус лишил его рук. Грэйартс охотится на Куда, чтобы убить его и забрать Рэн. Эдел-Райд Грэйартса зовут Коковет (яп.  Кокове:то,  Цикория Кор Веттби), она в него сильно влюблена. Коковет, в отличие от Рэн и Кии, Эдел-Райд поддержки — она усиливает способности партнёра, поэтому может так усиливать голос Грэйартса. Так как эта способность получена искусственным путём, Коковет умрёт, если лишится своего кристалла. Стихийный кристалл Коковет пурпурного цвета и расположен на правой груди. Чтобы восстановить силу Эдел-Райд, ей было достаточно некоторое время повосхищаться Грэйартсом. Убита Гладиусом.
Гладиус (яп. グラディアス Гура:диусу) — по рангу он намного выше Виро или Грэйартса, хладнокровный и безжалостный человек. Трубка Гладиуса — дорогая вещь, без которой, из-за наличия в ей успокоительного вещества, он чувствует себя некомфортно. Постоянный клиент Торговки. Эдел-Райд Гладиуса зовут Идви (яп.  И:дуви,  Илитик Родви). Она не умеет правильно выговаривать некоторые буквы и похожа на маленькую зверушку. Идви принадлежит к сфере тьмы и очень не любит яркий свет. Чтобы восстановить силы, ей достаточно побыть в темноте, поэтому она часто забирается в рукав Гладиуса. Кристалл Идви - чёрный. Он расположен на спине и искусственно усилен, как у всех Эдел-Райд Органайта. Боевая форма Идви — меч, испускающий волны тьмы.
Торговка — таинственная женщина, торгующая Эдел-Райд на чёрном рынке, в качестве прикрытия представляющаяся владелицей антикварной лавки. Имеет привычку заканчивать фразы словами «Не так ли?». Она путешествует со своей неразговорчивой и при этом сильной помощницей по имени Арма Гюрти (яп. アルマ・ギュルティ А:рума Гюрути). Её Эдел-Райд — болтливая Райрэй, также Раил Рэйганстикт (яп. ライレイ / ラ・イール・レイガンスティク Раирэ:и, Раи:ру Рэйгансутикуто), любящая проказничать. Кристалл Райрэй — ярко-розовый; где расположен неизвестно. В боевой форме Райрэй похожа на китайский веер.

### Хор Хаоса
Является аналогом Органайта в аниме.
Орфас (яп. オーファス О:фасу) — руководитель Хора Хаоса, старший Эдел-Райд в Эдел-Гарден, высокая девушка с короткой стрижкой, носящая очки. У Орфас есть книга, в которой записаны Утерянные песни Эдел-Райд. Орфас — цинична, несмотря на демонстрируемое уважение к «Королеве», она считает её пешкой, инструментом для реализации собственных целей. Главная цель Орфас — изменить текущее положение вещей, сделав Эдел-Райд господствующим народом в Гардии, а Гардиан превратить в Стин-Райд. 

Однако Орфас сумела измениться, после того, как на её глазах из любви Куда и Рэн родилась Забытая Древняя Песнь. Потеряв бывшие идеалы, она, тем не менее, продолжила служить своему народу. 

Орфас — Эдел Плежер Дзилтэйл и Андженны. 

Возраст: ~25 лет.

Превращение: Превращается в медальон на груди и шесть стержней, идущих из центра спины по кругу.
Дзилтэйл (яп. ジュリテイル Дзюритэйру) — соратница и помощник Орфас. Высокая темнокожая девушка с белыми волосами и низким голосом. Выглядит на 25-30 лет. Дзилтэйл превращается в синий меч, основной возможностью которого является выпускание множества жёлтых нитей, хватающих противника. При объединении с Андженной под руководством Орфас превращается в мощный генератор энергии.
Адженна (яп. アゼンナ Адзэнна) — ещё одна помощница Орфас. Девушка с розовыми волосами, которая постоянно носит с собой плюшевого кролика. Превращается в длинный розовый меч, при объединении с Дзилтэйл и Орфас, как и Дзилтэйл становится генератором энергии.

## Остальные персонажи
Босс (яп. お頭 о-касира) — капитан корабля «Красных рысей», человек, подобравший Куда в детстве.

Бизон (яп. ビーゾン Би:зун) — человек, управляющий Эль Бланкой, городком, в который попали Куд и Рэн после падения их самолёта. Похищает Рэн, дабы продать торговке на чёрный рынок. После разрушения крепости и победы над ним Куда и Рэн, лишается рассудка, зато получает безумный страх перед Эдел-Райд. 

Палу (яп. パール Партин Сэлс) — Эдел-Райд Бизона. Палу была влюблена в него и оставалась верной ему, даже когда он захотел обменять её на Рэн. Выживает после крушения крепости, однако лишается правого глаза. После смерти Бизона загорается лютой ненавистью к Куду и Рэн и мечтает отомстить им за то, что она потеряла своё место в жизни. Кристалл Палу на затылке, а цвет его — бордовый.

Расати Тигрис (яп. ラサティ・ティグレス Расати Тигурэсу) — боец подпольной арены, имеет ранг слона (третий по силе). Основу её боя составляют удары ногами. В детстве она и её младшая сестра, Лилия, лишаются родителей, и их берёт к себе хозяин арены. Чтобы Лилию, которая является Эдел-Райд, не забрали, Расати сражается на арене. Она очень дорожит Лилией и думает только о ней, поэтому не замечает, что её товарищ по арене влюблён в неё. По словам Грэйартса, «даже без слияния она крепкий орешек». 

Лилия Тигрис (яп. リィリア・ティグレ Ририа Тигурэсу) — Эдел-Райд, младшая сестра Расати. Расати приютила её, когда она была совсем маленькой. Настоящее имя этой Эдел-Райд неизвестно, так как Лилия — это имя, которое ей дала сестра. Лилия очень робкая и немного трусливая, и хоть встреча с Рэн помогла ей измениться, в тяжёлых ситуациях предпочитает прятаться за широкую спину Расати. Кристалл Лилии лазурный и расположен на правом плече. Боевая форма Лилии — что-то вроде ножного доспеха. 

Волкс Хаунд (яп. ヴォルクス Ворукусу) — Волчик. Знаменитый охотник на Эдел-Райд, колесящий по миру на любимом байке «Wolx Impact Plus Ev» (или просто «Вэйв»). На вид суровый и хмурый, любит выпить. Живёт по своим правилам, но при этом души не чает в своём любимом «Вэйве». Лента печати, которую использует Волчик, разматывается как рулетка. 

Чируру (яп. チルル Ти:куру Сирува:тосу) — Эдел-Райд Волчика. По уши влюблена в него. Чируру обладает уникальной способностью — она может чувствовать других Эдел-Райд, в связи с чем предпочитает называть себя шпионкой и заниматься сбором информации. Кристалл Чируру бледно-болотного цвета и расположен у неё на животе. Она носит сделанный Волчиком пояс из ленты печати, поэтому не отображается на радарах Арк-Эйл. Боевая форма Чируру выглядит как молоточек-пищалка.

Шиа (Шантил Фрисиа, Shantille Freesia) — Эдел-Райд, которая когда-то присматривала за маленькой Рэн. Именно она тот человек, ради которого Рэн направляется в Эдел-Гарден. У Шиа розовые волосы и сиреневые глаза; где находится её кристалл неизвестно. Очень добрая и милая девушка, в Аркворэ выращивала снежные цветы и часто присматривала за маленькими Эдел-Райд. Фактически именно Шиа воспитала Рэн. Вышла замуж за лидера Органайта того времени и уехала в Эдел-Гарден, попросив Рэн навестить её, когда той исполнится 15.

## Список серий
| № серии | Название | Трансляция в Японии   |
| ------- | --- | --------------------- |
| 1       | Песня Неба и Ветра «Song of the Sky and the Wind»                                                                                                 | 5 апреля 2005 года    |
| 2       | Судьбоносная Реакция «The Fateful React (в оригинале - 運命の同契 - клятва судьбы; 同契 (общая клятва) - транслитеруется как リアクト - реакция)» | 12 апреля 2005 года   |
| 3       | Измена и Смятение «Betrayal & Confusion» | 19 апреля 2005 года   |
| 4       | Стихийный кристалл Света и Тьмы «Elemental Gelade of Light and Darkness»                                                                          | 26 апреля 2005 года   |
| 5       | Слёзы Того Дня «The Teardrop from That Day» | 3 мая 2005 года       |
| 6       | Взгляд на Плежера «Eyeing the Pleasure» | 10 мая 2005 года      |
| 7       | Решение «Determination» | 17 мая 2005 года      |
| 8       | Охотник за Эдел-Райд «The Edel Hunter» | 24 мая 2005 года      |
| 9       | Секрет Расфе Анкур «The Secret of Razfe Ankle» | 31 мая 2005 года      |
| 10      | Любовь и Алчность «Love and Greed» | 7 июня 2005 года      |
| 11      | Возмездие бойца «Revenge of the Krasfighter» | 14 июня 2005 года     |
| 12      | Путь к Свободе «Sprint to Freedom» | 21 июня 2005 года     |
| 13      | Арк-Эйл «Arc Aile» | 28 июня 2005 года     |
| 14      | Возвращение Охотника «The Return of the Hunter»                                                                                                   | 5 июля 2005 года      |
| 15      | Деревня с большой мельницей «The Willage with the Large Windmail»                                                                                 | 12 июля 2005 года     |
| 16      | Память дикой птицы «Memory of the Wildbird» | 19 июля 2005 года     |
| 17      | Роковая встреча «The Rocky Fateful Encounter» | 26 июля 2005 года     |
| 18      | Фальшивая Реакция «Fictious Reaction» | 2 августа 2005 года   |
| 19      | Мысли, которые не произнесёшь вслух «Unspoken Thoughts»                                                                                           | 9 августа 2005 года   |
| 20      | Виро «Viro» | 16 августа 2005 года  |
| 21      | Раскрытая Истина «The Truth Unfolds» | 23 августа 2005 года  |
| 22      | Погребённая Легенда «The Buried Legend» | 30 августа 2005 года  |
| 23      | Обещание «Promise» | 6 сентября 2005 года  |
| 24      | Эдел-Гарден «Edel Garden» | 13 сентября 2005 года |
| 25      | Хор Хаоса «Chaos Choir» | 20 сентября 2005 года |
| 26      | Песнь Небес и Будущего «Song of the Skies and the Future»                                                                                         | 27 сентября 2005 года |

## Музыка
Открывающая тема
- «Forever» (対象a)

Исполняет: Savage Genius

Закрывающая тема
- «Yakusoku»

Исполняет: Митихиро Курода